# Luis Ángel González Macchi

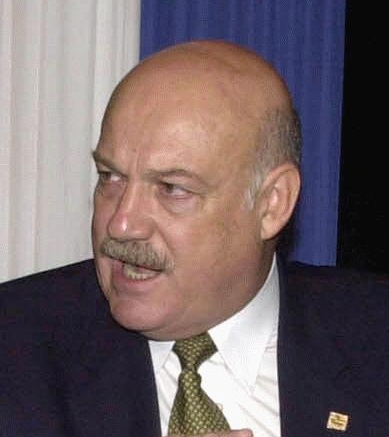

Luis Ángel González Macchi (* 13. Dezember 1947 in Asunción) ist ein paraguayischer Politiker und war Staatspräsident von Paraguay vom 28. März 1999 bis zum 15. August 2003.
González wurde am 23. März 1999, also fünf Tage, bevor er Staatspräsident wurde, durch die Ermordung des damaligen Vizepräsidenten Luis María Argaña Vizepräsident und durch die Amtsniederlegung und Flucht nach Brasilien des Präsidenten Raúl Cubas Grau am 28. März 1999, Staatspräsident.
Als Präsident versuchte González eine Koalitionsregierung zu bilden, um sich die Mitwirkung der großen Parteien zu sichern und um die notwendige Stimmenmehrheit für dringende Veränderungen zu haben, da durch die vorhergegangenen politischen Krisen die Wirtschaft Paraguays am Boden lag. Aber bereits 2000 verließ die radikale liberale Partei dieses Bündnis, und Macchi führte nur noch eine Minderheitsregierung. Seine Popularität begann zu sinken, ebenso wie die Wirtschaftskraft des Landes. Er überstand 2000 einen ersten Putschversuch und 2001 einen Versuch, ihn vor Gericht zu bringen. Er konnte an der Präsidentschaft bis zum regulären Ende festhalten. Sein Nachfolger im Amt des Staatspräsidenten wurde am 15. August 2003 Nicanor Duarte Frutos.
Am 4. Dezember 2006 wurde González von einem paraguayischen Gericht wegen Veruntreuung in Millionenhöhe zu acht Jahren Gefängnis und einer Geldstrafe von umgerechnet 750.000 Euro verurteilt. González will gegen das Urteil in Berufung gehen.
| Vorgänger       | Amt                           | Nachfolger            |
| --------------- | ----------------------------- | --------------------- |
| Raúl Cubas Grau | Präsident Paraguays 1999–2003 | Nicanor Duarte Frutos |

| Personendaten    | Personendaten                                          |
| ---------------- | ------------------------------------------------------ |
| NAME             | González Macchi, Luis Ángel                            |
| KURZBESCHREIBUNG | paraguayischer Politiker, Staatspräsident von Paraguay |
| GEBURTSDATUM     | 13. Dezember 1947                                      |
| GEBURTSORT       | Asunción                                               |